# SV Ried
SV Ried je austrijski nogometni klub iz grada Ried im Innkreis.
Klub trenutačno igra u austrijskoj 2. ligi, drugom razredu austrijskog nogometa. Zbog sponzorskih razloga, puni naziv kluba je SV Guntamatic Ried. Klub je osnovan 5. svibnja 1912. godine kao Sportvereinigung Ried, a igrao u regionalnim ligama Gornje Austrije do 1991. godine. SV Ried prvi puta ostvaruje promociju u najviši rang austrijskog nogometa 1995. godine.
Dvostruki su osvajači austrijskog kupa u sezonama 1997./98. i 2010./11., a u Bundesligi su u sezoni 2006./07. bili doprvaci iza Red Bull Salzburga.
Svoje domaće utakmice odigravaju na Josko Areni koja prima 7.680 gledatelja.
Bivši trener Rieda bio je Hrvat Pavao Gludovac (nje. Paul Gludovatz).

## Vanjske poveznice
- Službene klupske stranice